# Wastobbe

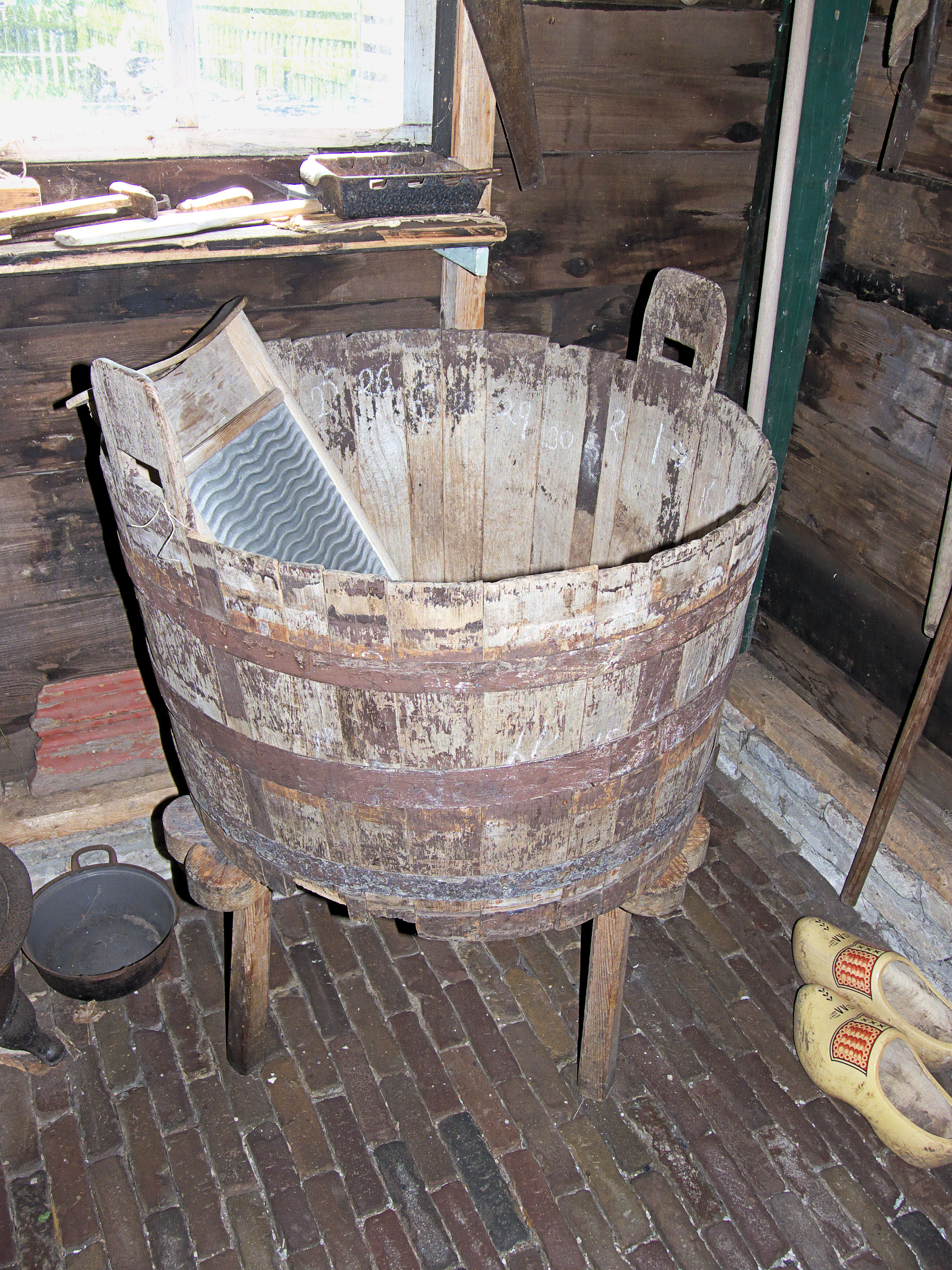
Wastobbe met wasbord

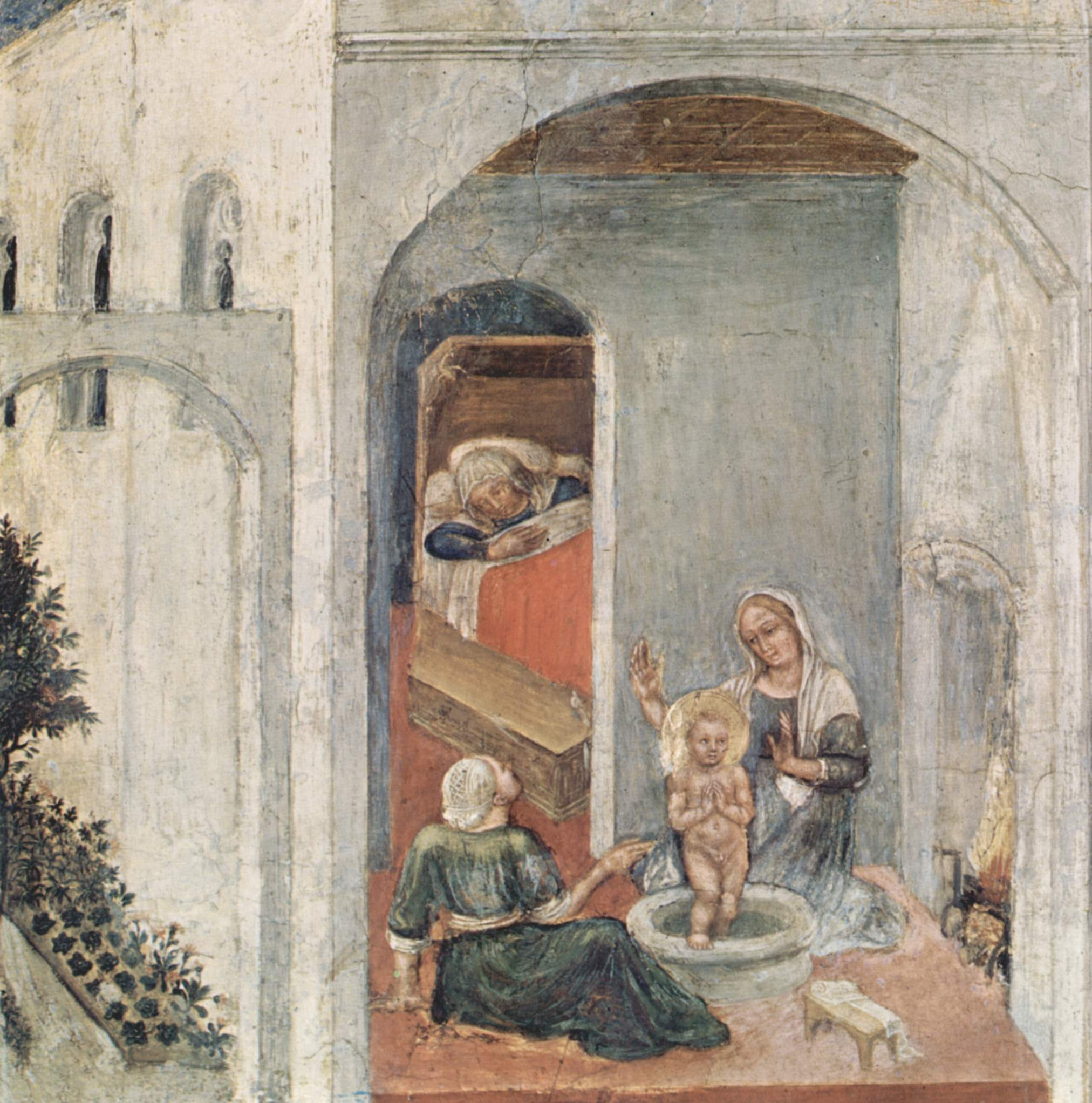
De Heilige Nicolaas als kind in de wastobbe op een fresco van Gentile da Fabriano

Een wastobbe is een grote, ovale ouderwetse teil, van zink of hout, meestal rond, waarin veel water kan worden gedaan.

## Geschiedenis
De wastobbe werd vroeger algemeen gebruikt om handmatig de was te doen (handwas), totdat de wasmachine in de loop van de 20e eeuw op grote schaal haar intrede deed. De wastobbe verdween toen zeer snel. Tegenwoordig past men de handwas vaak slechts toe op tere weefsels, en gebruikt dan een kleinere bak. Nog steeds echter staat de wastobbe als pictogram op het wasvoorschrift.
De wastobbe werd ook vaak gebruikt om kinderen in te baden, vaak van klein (in het schoonste water) tot groot (als het water geheel troebel was geworden). De wastobbe werd voor dat doel gebruikt door niet vermogende mensen. Veel familiefoto's uit de jaren 50 van de twintigste eeuw tonen dan ook blije kinderen in en rond de tobbe in een zonnige tuin. Rijkere mensen hadden een badkuip.

## In verhalen
De wastobbe speelt een rol in veel kinderboeken, zoals die van Dik Trom. Dit bijzondere kind gaat bijvoorbeeld varen in het kanaal in de wastobbe van zijn moeder.

## Toebehoren
Voor de reinigende beweging van het sop in de tobbe werd een roerstok of een van de vormen van een wasstamper/wasklok gebruikt. Een wastang diende als hulpmiddel om het wasgoed uit het hete sop te halen.